# 普雷辛克特 (密蘇里州)
普雷辛克特（英語：Precinct）是位於美國密蘇里州波林格縣的非建制地區。

## 歷史
普雷辛克特的郵局於1902年設立，其後於1904年停運。

## 地理
普雷辛克特所處的海拔為高於海平面251米（即823英呎），而該地所採用的時區為UTC-6，即北美中部時區（CST）。同時該地設有夏令時間，為UTC-6調快一小時，即UTC-5（CDT）。